# Rostpiha
Rostpiha (Lipaugus unirufus) är en fågel i familjen kotingor inom ordningen tättingar.

## Utseende och läte
Rostpihan är en bjärt roströd fågel, med ljusare ögonring och något buskigt ansikte. Rödbrun sorgtyrann är mycket lik, men är mindre och slankare. Lätet är ett högljutt visslande "PEE-HAH".

## Utbredning och systematik
Rostpiha delas in i två underarter:
- Lipaugus unirufus unirufus – förekommer i låglandet från södra Mexiko till norra Colombia
- Lipaugus unirufus castaneotinctus – förekommer från sydvästra Colombia till nordvästra Ecuador

## Levnadssätt
Rostpihan är en ovanlig fågel i fuktig städsegrön skog i låglänta områden. Där ses den huvudsakligen i skogens mellersta och övre skikt. Fågeln sitter ofta helt still och rätt upprätt i långa perioder, varifrån den ibland gör utfall för att fånga frukt och små ryggradslösa djur.

## Status och hot
Arten har ett stort utbredningsområde, men tros minska i antal, dock inte tillräckligt kraftigt för att den ska betraktas som hotad. Internationella naturvårdsunionen IUCN listar arten som livskraftig (LC). Beståndet uppskattas till i storleksordningen 50 000 till en halv miljon vuxna individer.